# Grand-Champ
Grand-Champ (in bretone: Gregam) è un comune francese di 4 990 abitanti situato nel dipartimento del Morbihan nella regione della Bretagna.
Il territorio comunale è bagnato dal fiume Auray.

## Società

### Evoluzione demografica
Abitanti censiti